# Lom (Bulgaria)
Lom (en búlgaro: Лом) es una ciudad de Bulgaria en la provincia de Montana.

## Geografía
Se encuentra a una altitud de 46 m s. n. m. a 161 km de la capital nacional, Sofía.

## Demografía
Según estimación 2012 contaba con una población de 24 835 habitantes.
|         | 2004   | 2005   | 2006   | 2007   | 2008   | 2009   | 2010   | 2011   |
| Mujeres | 13 552 | 13 293 | 13 188 | 13 016 | 12 856 | 12 690 | 12 497 | 11 481 |
| Varones | 12 633 | 12 333 | 12 165 | 11 955 | 11 781 | 11 610 | 11 339 | 10 825 |
| Total   | 26 185 | 25 626 | 25 353 | 24 971 | 24 637 | 24 300 | 23 836 | 22306  |